# Episparonia
Episparis là một chi bướm đêm thuộc họ Noctuidae.